# 民謡
民謡（みんよう、独: Volkslied、英: folk song）とは、主に民衆の生活のなかで生まれ、口承によってうたい継がれてきた歌の総称。

## 概要
不特定多数の民衆によって自由に伝承されているうちに自然と形になった歌である。特定の地域集団や職業集団に固有の歌謡という捉え方が一般的だが、数世代に渡って体験的に継承されたものに限り、芸能を専門とする者が修正を加えたものは除外するという立場もある。
民謡という概念はドイツで誕生した。1773年にドイツの思想家ヘルダーによってVolksliedという用語が提唱された。これは「Volks（＝民衆の）」+ 「Lied（＝歌）」という合成語であった。それ以前は地域や時代により様々に呼ばれていたものを、Volksliedと総称したのである。
広義には、作者が分かっている民謡調の俗謡・新民謡なども含み、特定の国や地域や民族における、民俗音楽の重要な要素であるが、その見地からの総合的記述は音楽民族学の項に譲る。
日本語の「民謡」は明治時代（1868年 -1912年）の半ば、民俗学など学問的な必要から、ドイツ語のVolksliedという用語（もしくはそれを英語に訳した「folk song」）の訳語として創出された（「民謡」なる語を使い始めたのは森鷗外や上田敏だという）。日本でもやはりそれまでは地域や時代により様々に呼ばれていたわけだが、里謡、俚謡（りよう）などとも呼ばれていた。

## ヨーロッパの民謡

### ドイツ
- 別れの歌 (シュヴァーベン地方民謡)
- ぶんぶんぶん
- 夜汽車 (童謡)（原詩）
- かっこう
- こぎつね
- かえるのうた
- 山の音楽家

### フランス
- ガボット（南フランス）
- きらきら星
- フレール・ジャック
- クラリネットをこわしちゃった
- 荒野の果てに
- 月の光に
- アヴィニョンの橋の上で

など

### イタリア
- フニクリ・フニクラ（イタリア、ナポリ　元来はコマーシャルソングであり古来の民謡ではない）

### ロシア
- コロブチカ

## アフリカの民謡
- ライオンは寝ている（The Lion Sleeps Tonight）

## アジアの民謡

### 中国
- 茉莉花 (民謡)
- 小白菜
- 康定情歌
- 東北地方の子守歌

### 朝鮮
- アリラン
- トラジ

### モンゴル
- オルティンドー

### ロシア
- さすらい人
- 栄えある海、聖なるバイカル

### ベトナム
ベトナムの民謡は極めて多様であり、クァンホ、ハット・チャウ・バン、カ・チュ、hò、hát xẩm、などの様式がある

## 日本の民謡
日本の民謡は、狭義には日本各地での口承歌のことをいう。口承で伝えられてきた歌唱曲の総称で、大部分は歌のみが伝えられており、和楽器を加えるかどうかは厳密な規則はなく任意である。日本語の発声や韻と深く結びついている。
民謡の中には、民衆の生活に根ざした労働歌、祭祀・年中行事の歌などが含まれるが、子供向けの童歌（）や子守唄なども多く含まれる。
本州、九州、四国の古来の民謡は民謡音階（ニロ抜き短音階）、沖縄民謡は琉球音階が大半である。リズムや音の数に関しては、（労働歌や酒席での即興から生まれたものが多いため）字余りや変拍子などの複雑で不自然なリズムや音数のものも少なくない。
1987年（昭和62年）の調査では現存する民謡は、およそ58,000曲である。
口伝で伝えられたそれらの曲の歌詞は、労働時のつらい気持ちを払拭するための愚痴や、酒席での性についての内容のものが多かったと言われる。近年の曲では「炭坑節」がそのいい例で、女工らの性に関する表現が含まれており、この曲を地域の伝統文化として子供たちに歌わせることの是非問題に発展することもある。そのため現在歌われている民謡の多くは、明治維新以後に地方自治体や文化団体が歌詞を公募し、低俗な歌詞を差し替えて、地元の伝統文化として再構築されたものが多いという。
広義では、広く人口に知れ渡った歌という意味で、流行歌の一部も含むことがある。
特に明治時代後期から大正時代にかけて北原白秋らによって新たに創作された民謡風の曲は、それまでの伝統的な民謡と区別して「新民謡」、もしくは「創作民謡」と呼ばれる。また大正時代から昭和初期にかけて中山晋平、藤井清水、野口雨情、西條八十らによって創作された、主に地域の宣伝のための新民謡は、特に「地方小唄」と呼ぶ場合がある。
武田俊輔『民謡の再編成』によれば、「民謡」は大正から昭和初期の野口、中山、レコード会社、文部省、民俗学、NHKによる運動の発明品ともいうべき存在で、全国各地の郷土色豊かな旋律を「民謡」の名のもとに再編成・固定化し、全国に流通すべく産業化したものとも言え、例えば安来節のようにその枠からはみ出た流行 に、「正調」「保存会」が後から出て来るといった事例 がある事でその見方は一定の力を持っている。かつて労働などの日常のやりとりのなかで歌が歌われる際には、文句や節回しは人により、時と場合により違っていたのである。
- 新潮流としてグループ「民謡クルセイダーズ」や「俚謡山脈」があり、民謡の新しい聞き方、新たなファン層を呼んでいる。

### 種類
- 追分
- 馬子唄
- 舟歌
- 民謡化した今様
- 甚句（都々逸）
- 盆踊りの歌
- 木遣唄/土搗唄
- 騒ぎ唄
- 音頭
- シマ唄
- ユンタ

| 都道府県 | 曲名 |
| -------- | --- |
| 北海道   | 江差追分、北海盆唄、ソーラン節、道南口説、江差船方節、北海よされ節、鰊場作業唄                                         |
| 青森県   | 津軽じょんから節、田名部おしまこ、津軽あいや節、津軽よされ節、十三の砂山、鰺ヶ沢甚句                                   |
| 岩手県   | 南部牛追唄、南部俵積み唄、外山節、沢内甚句                                                                             |
| 宮城県   | 大漁唄い込み（前唄「ドヤ節」・中唄「斎太郎節」・後唄「遠島甚句」）、さんさ時雨、塩釜甚句                               |
| 秋田県   | 秋田音頭、ドンパン節、秋田おばこ、長者の山、秋田船方節、喜代節、生保内節、ひでこ節、おこさ節、本荘追分、秋田大黒舞     |
| 山形県   | 真室川音頭、花笠音頭、紅花摘唄､庄内おばこ、新庄節、菊と桔梗、あがらしゃれ、もみすり唄                                  |
| 福島県   | 会津磐梯山、相馬盆唄、新相馬節、相馬二遍返し                                                                           |
| 茨城県   | 磯節、常磐炭坑節、潮来音頭                                                                                             |
| 千葉県   | 銚子大漁節、木更津甚句、おいとこそうだよ                                                                               |
| 栃木県   | 日光和楽踊り |
| 群馬県   | 八木節、草津節 |
| 埼玉県   | 秩父音頭 |
| 東京都   | お江戸日本橋、深川節、大島節                                                                                           |
| 神奈川県 | だんちょね節、箱根馬子唄、チャッキラコ                                                                                 |
| 山梨県   | 縁故節 |
| 長野県   | 木曽節、伊那節、小諸馬子唄                                                                                             |
| 岐阜県   | 郡上節、ホッチョセ、おばば (岐阜音頭)、ぜんぜのこ                                                                      |
| 新潟県   | 佐渡おけさ、新潟おけさ、米山甚句、三階節、浦佐サンヨ節、佐渡甚句                                                       |
| 富山県   | 越中おわら節、こきりこ節、越中麦屋節、せり込み蝶六、といちんさ、新川古代神                                             |
| 石川県   | 森本めでた、山中節、能登麦屋節、能登まだら〔輪島まだら・七尾まだら〕、百万石音頭                                       |
| 福井県   | 三国節 |
| 静岡県   | ノーエ節 |
| 愛知県   | 名古屋甚句、設楽さんさ、岡崎五万石                                                                                     |
| 三重県   | 桑名の殿様、伊勢音頭、尾鷲節                                                                                           |
| 滋賀県   | 淡海節、大津絵節 |
| 京都府   | 竹田の子守唄、福知山音頭、宮津節                                                                                       |
| 大阪府   | 河内音頭、三十石船唄、淀の川瀬                                                                                         |
| 奈良県   | 祭文音頭、金魚踊り、千本杵餅つき唄、茶摘み唄、吉野筏流し歌、三輪素麺掛け唄、吉野木挽唄                                 |
| 兵庫県   | 菅笠節、デカンショ節                                                                                                   |
| 和歌山県 | 串本節、紀ノ川舟唄、和歌の海苔採り唄、有田みかん摘み唄、紀州幟上げ音頭、紀州梅音頭、鯨唄                               |
| 鳥取県   | 貝殻節 |
| 島根県   | 安来節、関の五本松、キンニャモニャ、しげさ節、はかま踊り、浜田節、隠岐祝い音頭                                         |
| 岡山県   | 中国地方の子守唄 |
| 広島県   | 三原やっさ節、音戸の舟唄、敦盛さん                                                                                     |
| 山口県   | 男なら |
| 徳島県   | 阿波よしこの、鳴門馬子唄ばやし、鳴門大漁節、せきぞろ、祖谷甚句、祖谷の粉ひき唄                                         |
| 香川県   | 金比羅船々、一合まいた、野球拳                                                                                         |
| 愛媛県   | 伊予節、伊予万歳、宇和島さんさ                                                                                         |
| 高知県   | よさこい節 |
| 福岡県   | 黒田節、炭坑節、小倉節、博多節、博多子守唄、ぼんち可愛いや                                                             |
| 佐賀県   | 梅干 (民謡)、岳の新太郎さん、佐賀の菱売り唄                                                                            |
| 長崎県   | 長崎ぶらぶら節、長崎浜節、平戸節、のんのこ節、陽気節                                                                   |
| 大分県   | コツコツ節、宇目の唄げんか                                                                                             |
| 熊本県   | おてもやん、五木の子守唄、東雲節、球磨の六調子、よへほ節、キンキラキン、ポンポコニャ、田原坂                           |
| 宮崎県   | ひえつき節、刈干切唄、日向木挽唄                                                                                       |
| 鹿児島県 | 鹿児島おはら節、鹿児島ハンヤ節、鹿児島三下り、鹿児島よさこい節、鹿児島角力取節、串木野さのさ、朝花節、行きゅんにゃ加那 |
| 沖縄県   | 谷茶前節、唐船ドーイ、安里屋ユンタ、クイチャー、デンサ節、てぃんさぐぬ花、赤田首里殿内                                 |

### 歌手
- 初代浅野梅若（秋田民謡。秋田荷方節ほか。秋田三味線の名人）...当代となる2代目梅若は初代の養女。
- 小野花子（秋田民謡。本荘追分ほか）
- 岸千恵子（津軽民謡。じょんから節ほか）
- 金沢明子（津軽民謡。じょんから節ほか全国の民謡）
- 今重造（津軽民謡。津軽五大民謡ほか）
- 二代目今重造（津軽三味線。津軽民謡。津軽五大民謡ほか）
- 原田栄次郎（津軽民謡。津軽五大民謡ほか）
- 浅利みき（津軽民謡。津軽五大民謡ほか）
- 二代目白川軍八郎（津軽民謡。津軽五大民謡ほか）
- 三橋美智也（オーケストラ伴奏で全国の民謡を手掛けた）
- 黒田幸子（安来節ほか。東京の寄席でも活躍した）現在は実娘である二代目が活躍。
- 佐藤松子（お座敷民謡。岡崎五万石ほか）
- 関根安中（磯節の名人）
- 渡辺お糸（安来節の名人。現在4代目）
- 村田文蔵（新潟民謡。相川音頭ほか）
- 大島里喜（大島民謡中心。大島節・あんこ節ほか）
- 奈須美静（宮崎民謡。稗搗節ほか）
- 堂坂よし子（五木の子守唄）
- 豆千代（岐阜民謡中心。おばばほか）
- 藤本二三吉（木曽節などのほか、各地の新民謡）
- 赤坂小梅（九州民謡中心。おてもやんほか）
- 小唄勝太郎（新潟民謡中心。おけさ踊りほか）※おけさ踊り＝佐渡おけさの勝太郎節。
- 浅草〆香（新潟民謡中心。新潟おけさほか）
- 音丸（串本節ほか）
- 市丸（天竜下ればほか）
- 新橋喜代三（鹿児島おはら節ほか）
- 愛八（長崎民謡。ぶらぶら節ほか）
- 鈴木正夫（初代・二代目。相馬民謡中心。新相馬節ほか）
- 藤堂輝明（黒田節などの九州民謡を中心に全国の民謡を手掛ける）
- 鞆田晶行（宮崎正調ひえつき節ほか）
- 山本謙司（津軽民謡。弥三郎節ほか）
- 原田直之（大漁唄い込みほか、全国の民謡を手掛ける）
- 大塚文雄（会津磐梯山ほか、全国の民謡を手掛ける）
- 鎌田英一（江差追分などの北海道民謡を中心に全国の民謡を手掛ける）
- 初代浜田喜一（江差追分をはじめ、全国の民謡を手掛けた）
- 二代目浜田喜一（初代の実弟。全国の民謡を手掛けた）
- 小沢千月（秩父音頭、八木節などの関東民謡を中心に全国の民謡を手掛ける）
- 斉藤京子（座敷唄を得意とし、全国の民謡を手掛ける）
- 早坂光枝（特徴の違う東北物から西物まで全国の民謡を歌い分ける）
- 小杉真貴子（佐渡おけさほか。夫は尺八の米谷威和男）
- 高橋キヨ子（三崎甚句など。三味線の本條秀太郎の高弟）
- 米谷和美   (1963年、米谷威和男に師事。1964年、キングレコードより  小花で民謡歌手デビューし、1965年、米谷和美と改名。)
- 上玉利三司（薩摩民謡）
- 稼木美優（薩摩民謡）
- 福田こうへい（南部民謡・演歌歌手として活躍中）
- 坪山豊（奄美シマ唄）
- 朝崎郁恵（奄美シマ唄）
- 築地俊造（奄美シマ唄）
- 牧岡奈美（奄美シマ唄）
- 里アンナ（奄美シマ唄）
- 川畑さおり（奄美シマ唄）
- 嘉手苅林昌（琉球民謡）
- 知名定男（琉球民謡）
- 喜納昌永（琉球民謡）
- 登川誠仁（琉球民謡。三線の名手で登川流宗家）
- 砂川国夫（宮古民謡）
- 山里勇吉（八重山民謡）
- 世持桜（八重山民謡）
- 与那覇歩（与那国民謡）

### 演奏家
- 峰村利子（三味線。初代鈴木正夫の伴奏などを務めた）
- 藤本琇丈（三味線。藤本流初代家元・民謡三味線の名人。現在は長男が二代目を継承）
- 本條秀太郎（三味線。藤本琇丈の弟子で、現代邦楽などでも活躍する鬼才）
- 千藤幸蔵（三味線。藤本琇丈の弟子で、民謡研究家としても著名）
- 畔上三山（鳴物。現在の民謡鳴物の基礎を作った）
- 山田三鶴（鳴物。畔上三山の弟子。山田流家元）
- 美波参駒（鳴物。畔上三山の弟子。美波流家元）
- 美波駒輔（鳴物。美波参駒の弟子）
- 美鵬駒三朗（鳴物。美波参駒の弟子。美鵬流家元）
- 菊池淡水（尺八。民謡尺八の名人）
- 後藤桃水（尺八。「民謡」の名付け親）
- 米谷威和男（尺八。藤本琇丈の弟子。米谷流家元）
- 矢下勇（尺八。矢下流家元）

- 津軽三味線演奏家は当該項目を参照。

### 賞・コンクール
- 産経民謡大賞 - 産経新聞社主催。1966年から開催
- 日本民謡ヤングフェスティバル - 全大阪みんよう協会主催。1991年から開催
- 日本民謡フェスティバル - 日本民謡協会主催。
- 日本民謡大賞 - 日本テレビ系の特別番組。1978年から1992年まで放送

### テレビ・ラジオ番組
- 民謡をたずねて - 全国放送されているラジオ番組（NHK制作）
- 民謡をどうぞ - 東北地方で放送されているラジオ番組（NHK仙台放送局制作）
- クボタ民謡お国めぐり - 東北地方で放送されていたテレビ番組（秋田テレビ制作）
- キンカン素人民謡名人戦 - フジテレビで放送されていた番組
- それいけ!民謡うた祭り - NHK総合テレビで放送されていた番組

### 関係する団体
- 日本民謡協会
- 日本郷土民謡協会
- 全大阪みんよう協会
- 産経新聞社 - 産経民謡大賞を主催

## 南北アメリカの民謡
- 藁の中の七面鳥（アメリカ合衆国）
- シェリト・リンド（メキシコ内）
- 青い鳩（メキシコ合衆国）

## オセアニアの民謡
- クカブラ（Kookaburra）